# 千葉胤盛
千葉 胤盛（ちば たねもり、生年未詳 - 文明10年10月27日（1478年11月21日））は、室町時代の武将。九州千葉氏の第9代当主千葉胤紹（たねつぐ）の三男。
兄・胤朝（たねとも）と家督を巡って争ったが、文明10年10月27日（1478年11月21日）急死。子の胤棟（興常）は胤朝の養子となり、牛頭山城城主祇園千葉氏の初代となった。